# Urielle
Santa Urielle (en bretón: Santez Uriell; en francés: Sainte Urielle; fl. siglo VII), también conocida como Eurielle, Curielle, o Arielle, fue una mítica princesa y santa cristiana de Armórica venerada en la región celta de Bretaña.

## Tradición
Urielle era una de las hijas de Hoël III, rey legendario de Armórica, y Pritelle, con quien se casó alrededor de 590. Hoël III fue asimilado con Judaël (también, Judhaël; reinó entre 580 y 605), rey bretón de Domnonia (parte de Armórica) y padre de Judicael, Judoc y Winoc, lo que convirtió a Urielle en una hermana de los tres santos. La hermana de Urielle, Onenne, es venerada también como santa. Según Malo-Joseph de Garaby en su Vie des bienheureux et des saints de Bretagne, «las dos santas princesas estaban tan desprendidas de todo lo que seduce a las almas vulgares, que trabajaban constantemente para merecer el cielo.» Se dice que Urielle es la hija mayor de Judaël.

## Parroquia

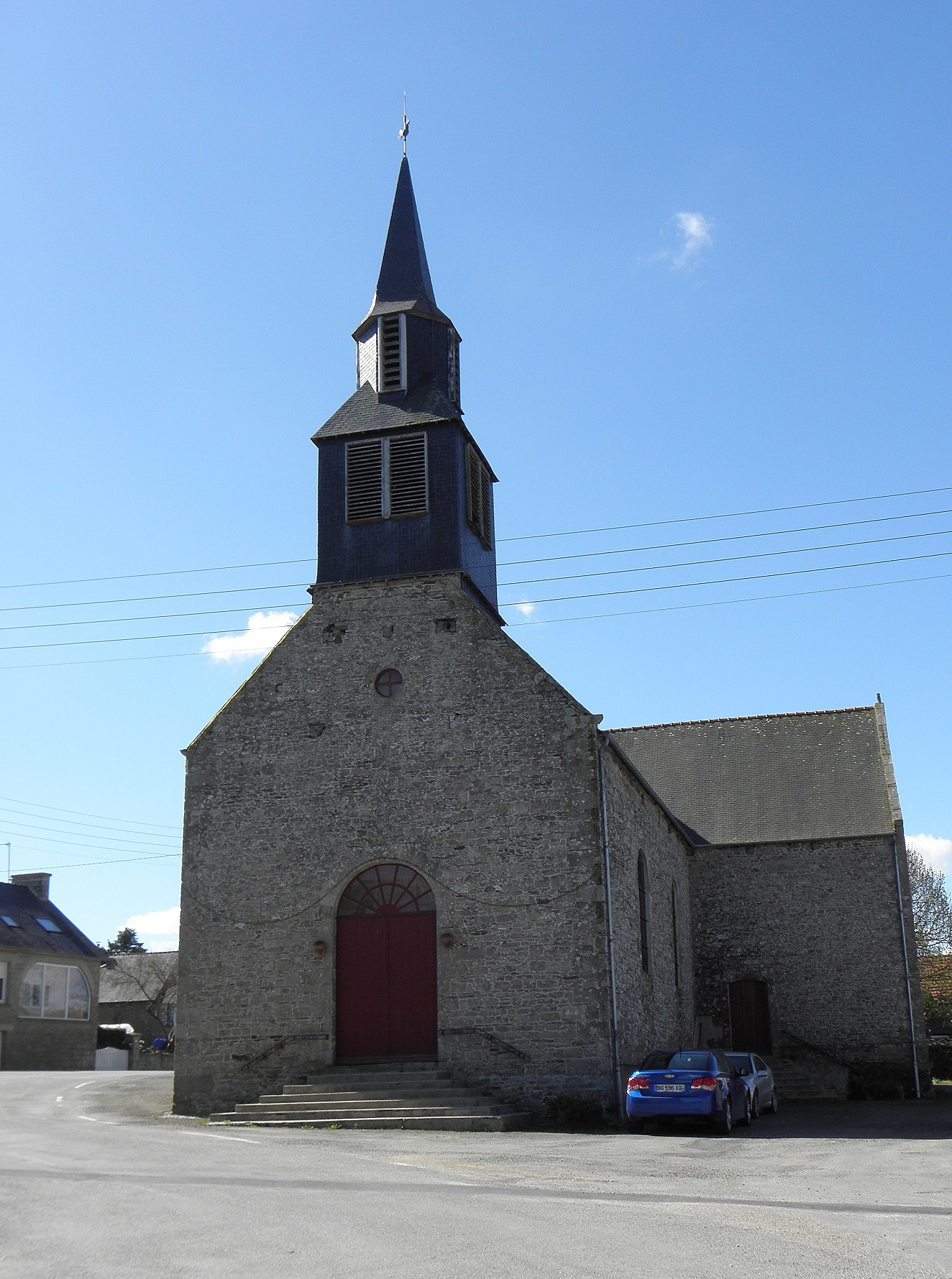
Iglesia de Saint-Pierre de Trédias

Urielle era patrona de una parroquia homónima (Sainte-Urielle), que fue absorbida por la parroquia de Trédias el 23 de junio de 1819. En su iglesia parroquial de Saint-Pierre se conserva una estatua de madera policromada de Santa Urielle del siglo XVI.